# Kraftwerk Termopaipa
Das Kraftwerk Termopaipa ist ein Steinkohlekraftwerk in Paipa im Departamento de Boyacá in Kolumbien. Die installierte Leistung beträgt 321 (bzw. 336) MW. Laut dem Betreiber GENSA wurden im Jahre 2007 1,663 Mrd. kWh erzeugt.

## Kraftwerksblöcke
Das Kraftwerk besteht aus insgesamt vier Blöcken unterschiedlicher Leistung, die von 1963 bis 1999 in Betrieb gingen. Die folgende Tabelle gibt einen Überblick:
| Block | Max. Leistung (MW) | Betriebsbeginn | Turbine | Generator | Dampfkessel      |
| ----- | ------------------ | -------------- | ------- | --------- | ---------------- |
| I     | 31                 | 1963           | Alstom  | Alstom    |                  |
| II    | 70                 | 1975           |         |           |                  |
| III   | 70                 | 1982           |         |           |                  |
| IV    | 165                | 1999           | ABB     | ABB       | Babcock & Wilcox |

2015 gab Alstom bekannt, dass für den Block I eine Leistungssteigerung auf 39 MW beabsichtigt ist.
Der Block IV war das erste von Steag geplante, finanzierte und gebaute Auslandskraftwerk. Der Projektstart war im Jahre 1993, mit der Errichtung wurde 1996 begonnen. Am 7. Januar 1999 nahm der Block IV den kommerziellen Betrieb auf. Er hat eine elektrische Leistung von 165 MW und kann 414 GWh jährlich produzieren.

## Eigentümer
Die Blöcke I bis III sind im Besitz des kolumbianischen Unternehmens Gestión Energética S.A. (GENSA). Der Block IV des Kraftwerks befindet sich im Besitz der Projektgesellschaft Compañía Electrica de Sochagota S.A., an der die Steag mit 51 % beteiligt ist.